# Neicer Reasco
Neicer Reasco Yano (Esmeraldas, 23 luglio 1977) è un ex calciatore ecuadoriano, di ruolo difensore.

## Palmarès

### Club

#### Competizioni nazionali
- Campionato ecuadoriano: 6

LDU Quito: 1998, 1999, 2003, 2005 (Apertura), 2007, 2010
- Campionato brasiliano: 3

San Paolo: 2006, 2007, 2008

#### Competizioni internazionali
- Coppa Libertadores: 1

LDU Quito: 2008
- Coppa Sudamericana: 1

LDU Quito: 2009
- Recopa Sudamericana: 2

LDU Quito: 2009, 2010

### Individuale
- Equipo Ideal de América: 3

2009, 2010, 2011